# 青空しょって
『青空しょって』（あおぞらしょって）は、森秀樹による日本の漫画。

## 概説
少年漫画雑誌『週刊少年サンデー』（小学館）に、1987年24号から1991年51号にかけて連載された。単行本は小学館（少年サンデーコミックス）より全24巻。
世界のゴルファーに挑む飛田一八の活躍を描くゴルフ漫画。あだち充の絵柄に近かった当初はラブコメ的な展開も見せたが、連載が進むにつれて劇画タッチに近づき、ストーリーもシリアスさを増していった。20歳そこそこの主人公が世界のメジャー大会で活躍する様は非現実的なストーリー展開であるものの、いわゆる「魔球」や「秘打」のような荒唐無稽なスタイルではなく、描写自体は現実に即した描写である。非常に緻密な画力で描かれたコース描写は美しく、マスターズや全英オープンなど実在の大会や、ジャック・ニクラスなど実在の人物も多数登場する。台詞のほとんどに「!」マークが入っているのが特徴である。
「10代で優勝し海外ツアーに参戦するゴルファー」というストーリー展開は、石川遼、宮里藍、渋野日向子や、松山英樹など21世紀に登場した現実のプロゴルファーの活躍を髣髴とさせる。

## 主な登場人物
飛田一八（とびた　かずや）
主人公。少年時代はプロゴルファーの父・銀八のキャディを務め、学校にもろくに通わず全国を放浪していた。銀八の失踪後は絶海の孤島「音無島」のゴルファー養成所に入所し、地獄の特訓を経てわずか18歳でプロデビューした。
攻めの姿勢が信条の攻撃型ゴルファー。常時300ヤードを記録するドライバーショットが武器であり、勝負所で披露される一本足打法のドライバーは最高飛距離340ヤードを誇る。
飛田銀八（とびた　ぎんぱち）
一八の父でプロゴルファー。特定のクラブには所属しておらず、息子をキャディに全国を放浪しているが、目立った戦績を全く残せず、二流ゴルファーと揶揄されている。ある大会で奇跡的に優勝争いに絡むものの、優勝を目前にしながら大叩きした揚句にラウンドを放棄して失踪、一八を残してゴルフ界からも姿を消す。
水島克美（みずしま　かつみ）
ある大会で銀八と優勝争いすることになった、若きエリートゴルファー。
水島章吾（みずしま　しょうご）
克美の弟で一八の親友。裕福な家庭の出であり、初期は高慢な人物であったが､一八と戦いながら良き友となり、一八のキャディを務めたこともあった。一八の世界を股にかけての活躍に影響を受け、日本ツアー賞金王を獲得した。
森村真紀（もりむら　まき）
一八に興味を持つ若き女子プロゴルファー。
クリス・ギーガン
「ホワイト・シャーク」「キング・オブ・ゴルフ」の異名を持つオーストラリアの英雄。圧倒的なパワー、完成されたスイング、それを支える強靭な精神力と心技体すべてを持つ、世界最強の攻撃型ゴルファーである。特筆すべきは集中力であり、大勢のギャラリーの中でもそのスイングに揺らぎはない。血気盛んな一八に若き日の自分を重ね合わせている。モデルはグレグ・ノーマン。メジャー通算5勝。
ジョー・スタンガン
「ラッキージョー」と呼ばれる陽気なアメリカ出身のゴルファー。世界屈指の飛ばし屋であり、パットの名手。しかしその一方「チキンハート」と評されるメンタル面の弱さが潜んでいる。
ビル・ブラバム
メキシコ出身のベテランゴルファー。45歳。クラブ1本でスラム街からのし上がった叩き上げで「世界一の嫌われ者」を自称するが、それは「あるがままに打つ」というゴルフの基本原則に忠実かつ真摯であるが故の言動であり普段は気のいいオヤジである。一八の能力に目をかけている。メジャー通算2勝。
陳健忠（ちん　けんちゅう）
台湾出身の若手のゴルファー。23歳。「メカニカルドラゴン（機械龍）」の異名を持つ正確無比なショットの使い手。機械のように正確なゴルフスタイルで魅力に乏しかったが、一八と戦うことによって心の中の熱き想いを取り戻し、翌年のマスターズを制覇した。台湾を代表する財閥の御曹司であるが、敷かれたレールを進むことを嫌い、アメリカに留学してゴルフを始めた。
ゴッド
本名、国籍、経歴が一切不明の、アメリカ在住アジア系の謎のキャディ。法外なギャラを請求するが、彼が付いたゴルファーは必ず大きな飛躍を遂げる。その実力は、歩測だけで荒地にマスターズの一番ホールを再現するほど。マスターズに挑戦する一八のキャディを引き受ける。後に正体を明らかにし、いちゴルファーとして一八と対決する。